# Microregiunea Tatabánya
Microregiunea Tatabánya (în maghiară Tatabányai kistérség) a fost o microregiune statistică (kistérség) din județul Komárom-Esztergom, Ungaria.
Cu o populație de 88.159 locuitori și o suprafață de 331,65 km2, aceasta a existat până în 2014, când în Ungaria, microregiunile ”kistérségek” au fost înlocuite de districte (járások).